# Callionymus planus
Callionymus planus es una especie de peces de la familia Callionymidae en el orden de los Perciformes.

## Distribución geográfica
Se encuentra al sur del Japón.